# Вышпольский, Владимир Владимирович
Владимир Владимирович Вышпольский (1915—1987) — советский фехтовальщик, многократный чемпион СССР, заслуженный тренер СССР, мастер спорта СССР.

## Биография
Выходец из потомственного дворянства Владимир Вышпольский начал занятие фехтованием в клубе «Молодая гвардия», где его руководителями были бывшие офицеры Омского кадетского корпуса. После окончания средней школы хотел поступить в Омское пехотное училище, но из-за происхождения пришлось учиться в железнодорожном техникуме в Омске. Позже Владимир поступил в Московский институт физической культуры (окончил в 1936 г.). Здесь его наставниками становятся знаменитые фейхтмастеры Т. И. Климов, Ю. К. Мордовин, которые до революции обучали молодых дворян, в том числе и царственных особ. Уже в 21 год студент Владимир Вышпольский привлекается в сборную СССР. Владимир 22 раза становился чемпионом СССР, 25 раз — чемпионом Москвы, 15 раз — чемпионом Ленинграда, 12 раз — чемпионом Вооружённых Сил. Вышпольский был фехтовальщиком-универсалом и завоёвывал медали в боях на штыках, шпагах, рапирах и саблях.
Владимир защищал Родину в годы Великой Отечественной войны, заслужив боевые награды. В 1943 году был комиссован по ранению. Участвовал в Параде Победы 1945 года. Полковник.
После войны возобновил спортивную карьеру на всесоюзных соревнованиях.
В 1978 году Владимир Вышпольский снялся в художественном фильме для детей режиссера В.Михайлова «Рыцарь из Княж-городка» (СССР, киностудия Ленфильм) в роли судьи на международных соревнованиях фехтовальщиков.
Участвовал в Олимпиаде 1952 года.
Одновременно преподавал на кафедре рукопашного боя в московском Военном институте физкультуры (военный факультет Центрального института физкультуры имени Сталина). Владимир Владимирович реализовал себя как прекрасный педагог и тренер. Его учениками были чемпионы Европы и мира Борис Мельников, Эдуард Винокуров, олимпийский чемпион Виктор Жданович и другие известные спортсмены. В связи с реорганизацией московского Военного института физкультуры переехал в Ленинград, где преподавал в институте физической культуры имени Лесгафта.
Похоронен в Санкт-Петербурге на Георгиевском Большеохтинском кладбище рядом с могилами своих родителей: Владимира Евгеньевича и Елизаветы Филипповны.
В Омске, где родился и долгое время жил Владимир Вышпольский и его родители, учреждён ежегодный мемориал его имени, который проводится с 1985 года.
По учебникам и пособиям полковника Вышпольского и сегодня офицеры российской армии учатся основам рукопашного боя.

### Семья
Был последним представителем рода Вышпольских, ведущего родословную с десятого века, по мужской линии.
- Отец — Владимир Евгеньевич — работал в Омской казённой палате в чине губернского секретаря.
- Мать — Елизавета Филипповна Вышпольская.
- Жена — Нина Александровна Вышпольская (Чибисова) (ск. 1984).
- Дочь Татьяна (р. 1938) — музыкант, педагог по вокалу, проживает в Москве.
- Дочь Ксения (25.01.1958 — 19.08.2019) — известный петербургский профессиональный художник-иконописец, мастер духовного портрета.

## Книги
- Варакин А. П., Вышпольский В. В., Тарасов И. М., Туманов К. П., Чихачёв Ю. Т. Обучение передвижению, преодолению препятствий и рукопашному бою. — М: Воениздат, 1962.